# Fredensborg
Fredensborg (pronunție în daneză [ˈfʁeˀðn̩sˌpɒˀ]) este un oraș în Danemarca.